# Chi Tử đinh hương
Chi Tử đinh hương hay đúng ra là chi Đinh hương (danh pháp khoa học: Syringa) là một chi của khoảng 25-40 loài thực vật có hoa thuộc họ Ô liu (Oleaceae), có nguồn gốc ở châu Âu và châu Á (trang web này liệt kê 108 danh pháp khoa học, nhưng có lẽ các từ đồng nghĩa khá nhiều). Tuy nhiên, tại Việt Nam hầu như người ta chỉ biết đến loài đinh hương có hoa màu tím (tử đinh hương) nên tên gọi tử đinh hương phổ biến hơn. Một lý do khác có thể là do loài Syzygium aromaticum khác chi và họ cũng có tên gọi là đinh hương rất nổi tiếng như là một loại gia vị và cây thuốc. Các loài cây trong chi này dao động từ các cây bụi lớn tới cây thân gỗ nhỏ, cao 2–10 m. Lá mọc đối (thỉnh thoảng mọc thành vòng xoắn gồm 3 lá), thuộc loại lá sớm rụng và ở phần lớn các loài là dạng lá đơn hình tim, nhưng ở một số loài thì lại là lá hình lông chim (ví dụ S. laciniata, S. pinnatifolia). Hoa nở về mùa xuân, mỗi hoa có đường kính khoảng 1 cm, màu từ trắng, hồng nhạt hoặc nói chung có màu tím tía, với 4 cánh hoa. Hoa mọc thành các chùy hoa lớn, và ở một số loài có mùi thơm khá mạnh. Ở vùng ôn đới, sự ra hoa bắt đầu sau khoảng 80-110 ngày kể từ ngày có nhiệt độ trung bình là 10oC.
Các loài trong chi này bị ấu trùng của một số loài thuộc bộ Lepidoptera phá hại, chẳng hạn như Amphipyra pyramidea, Crocallis elinguaria và Amphipyra berbera.

## Một số loài

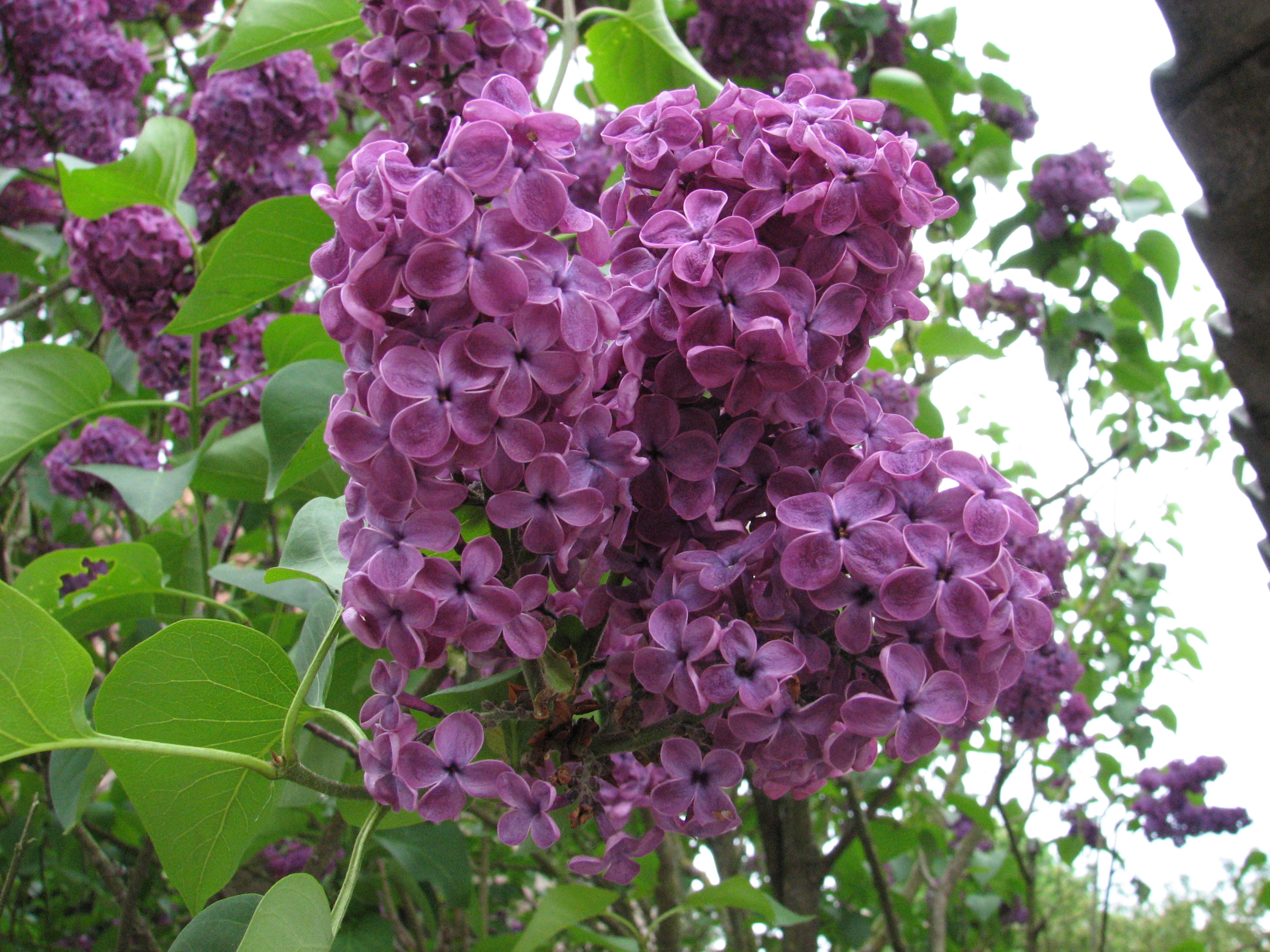
Syringa vulgaris

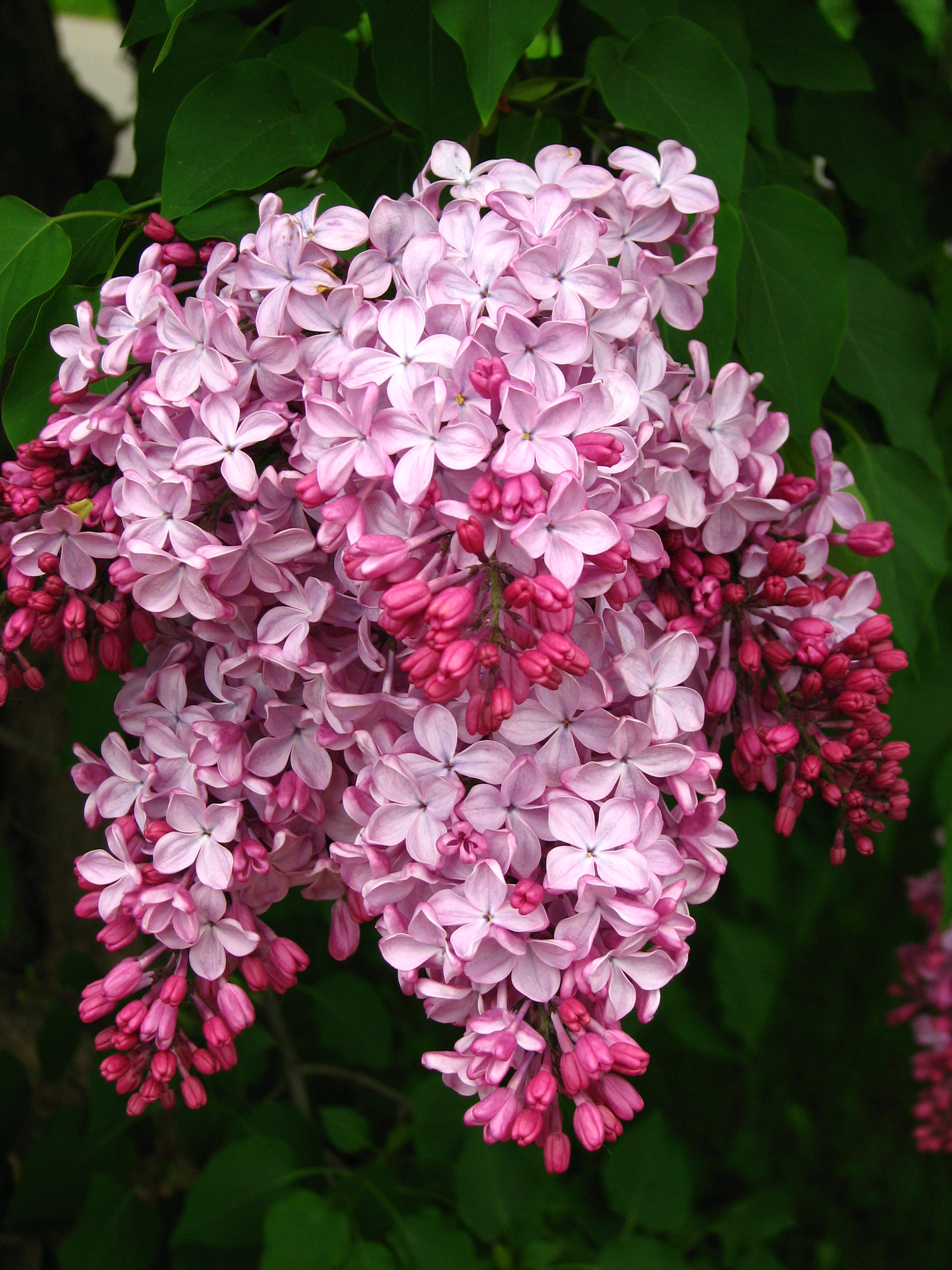
Syringa × hyacinthiflora

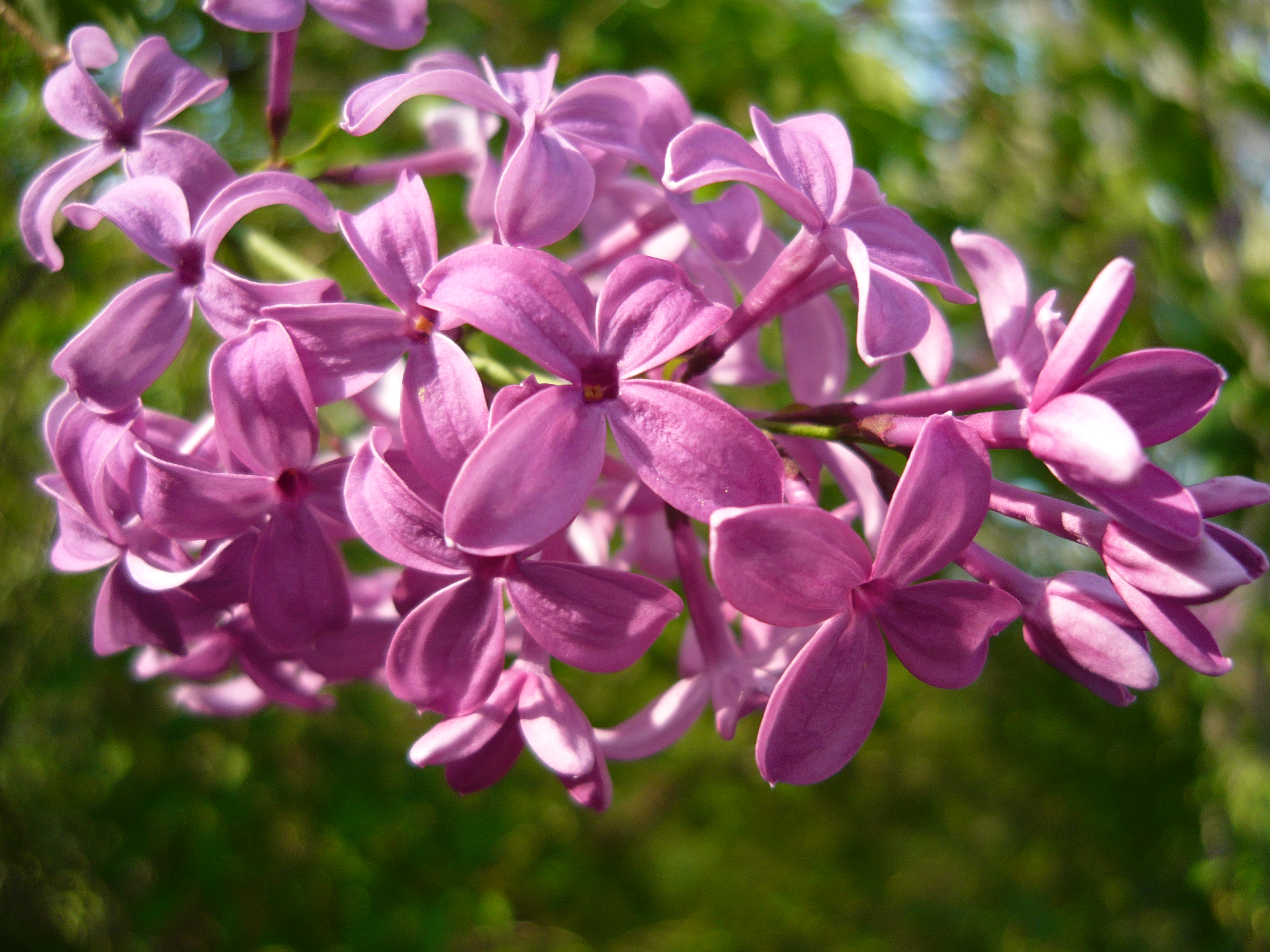
Syringa x chinensis

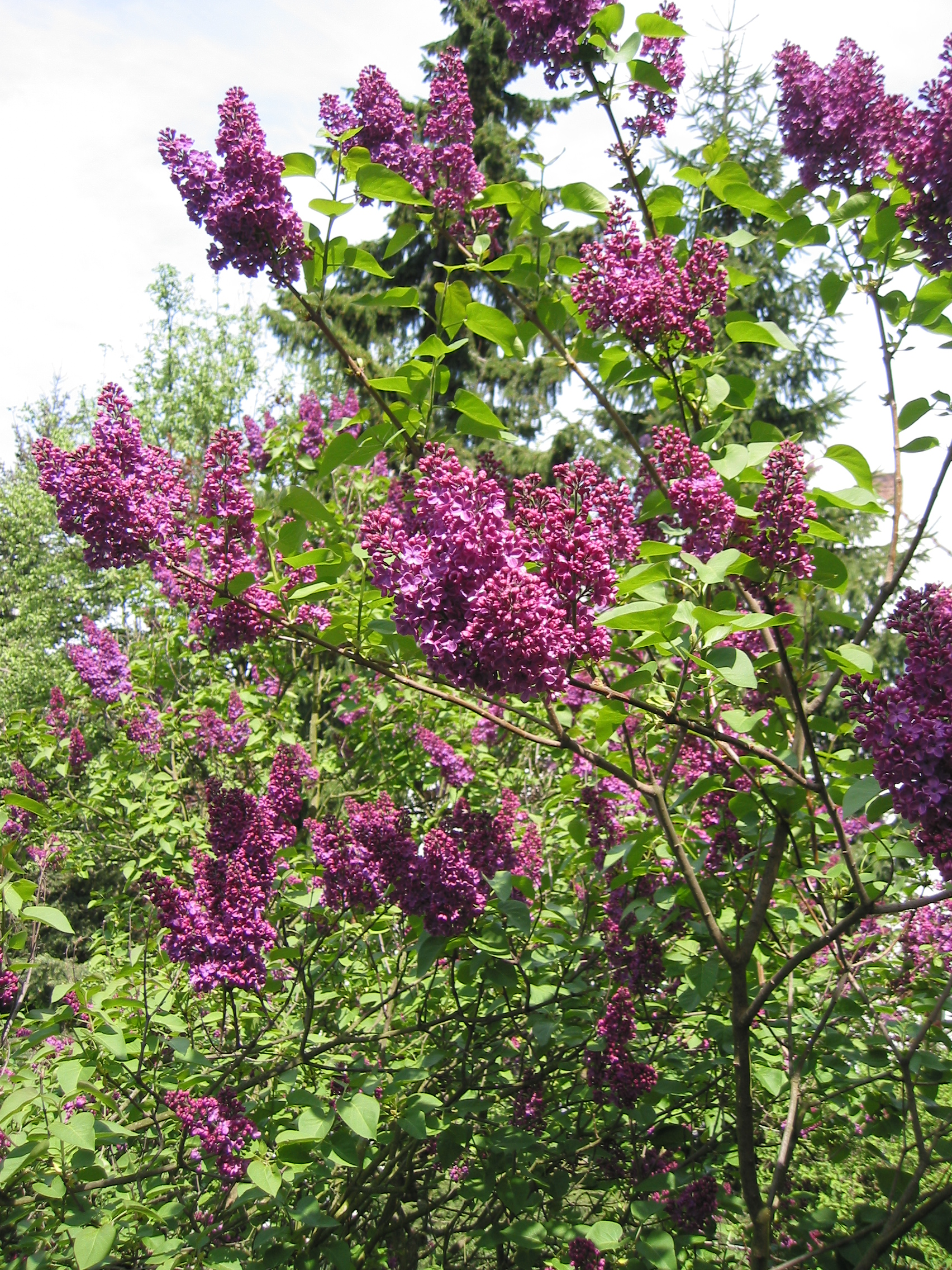
Syringa vulgaris

Dưới đây liệt kê một số loài, tuy nhiên ở đây chưa kiểm chứng được một số danh pháp khoa học có phải là từ đồng nghĩa của một số loài khác có quan hệ họ hàng gần hay không.
- Syringa afghanica
- Syringa armatus - hồng bính mộc tê ??
- Syringa delavayi - sơn quế hoa ??
- Syringa didymopetalus - mộc tê hạt rời ??
- Syringa chinensis - đinh hương Trung Quốc
- Syringa fragrans - mộc tê ??
- Syringa hyacinthiflora
- Syringa josikaea - (tử) đinh hương Hungary
- Syringa komarowii (đồng nghĩa S. reflexa) đinh hương Tây Thục
  - Syringa komarowii komarowii - đinh hương Tây Thục (nguyên biến chủng)
  - Syringa komarowii reflexa - đinh hương tơ rủ
- Syringa laciniata - đinh hương lá chẻ
- Syringa mairei - đinh hương lá nhăn
- Syringa marginatus - nguyệt quế ??
- Syringa meyeri - đinh hương lá chàm, đinh hương Triều Tiên
  - Syringa meyeri thứ meyeri - đinh hương lá chàm (nguyên biến chủng)
  - Syringa meyeri thứ spontanea - đinh hương lá nhỏ màu chàm
- Syringa microphylla (đồng nghĩa: S. dielsiana, S. schneideri)
- Syringa oblata - tử đinh hương
  - Syringa oblata dilatata - đinh hương Triều Dương
  - Syringa oblata oblata - tử đinh hương (nguyên á chúng)
- Syringa patula - đinh hương Triều Tiên
- Syringa x persica (đồng nghĩa: Lilac minor, S. angustifolia) - đinh hương lá dạng hoa, đinh hương Ba Tư
- Syringa pinetorum - đinh hương rừng thông
- Syringa pinnatifolia - đinh hương lá lông chim
- Syringa prestoniae
- Syringa protolaciniata - hoa đinh hương
- Syringa pubescens (đồng nghĩa S. julianae, S. patula) - xảo linh hoa
  - Syringa pubescens julianae - xảo linh hoa đài hoa sáng
  - Syringa pubescens microphylla - xảo linh hoa lá nhỏ
  - Syringa pubescens patula - xảo linh hoa Quan Đông
  - Syringa pubescens pubescens - xảo linh hoa (nguyên á chủng)
- Syringa reticulata (đồng nghĩa S. pekinensis, S. amurensis) - đinh hương Nhật Bản, đinh hương Bắc Kinh, bạo mã đinh hương
  - Syringa reticulata amurensis - bạo mã đinh hương
  - Syringa reticulata pekinensis - đinh hương Bắc Kinh
  - Syringa reticulata thứ mandshurica (đồng nghĩa: S. reticulata thứ amurensis) - bạo mã đinh hương
- Syringa spontanea
- Syringa swegiflexa
- Syringa sweginzowii - đinh hương tứ xuyên
- Syringa tibetica - đinh hương nam Tây Tạng
- Syringa tomentella - đinh hương lông
- Syringa velutina - đinh hương Quan Đông
- Syringa villosa - đinh hương hoa đỏ
  - Syringa villosa thứ emodi (đồng nghĩa: S. emodi, S. indica, S. vulgaris thứ emodi) - tử đinh hương Himalaya
- Syringa vulgaris (đồng nghĩa: S. rhodopea) - tử đinh hương
- Syringa wardii - đinh hương lá tròn
- Syringa wolfii - đinh hương Liêu Đông
- Syringa yunnanensis - tử đinh hương Vân Nam, quế hoa đồng

## Trồng và sử dụng

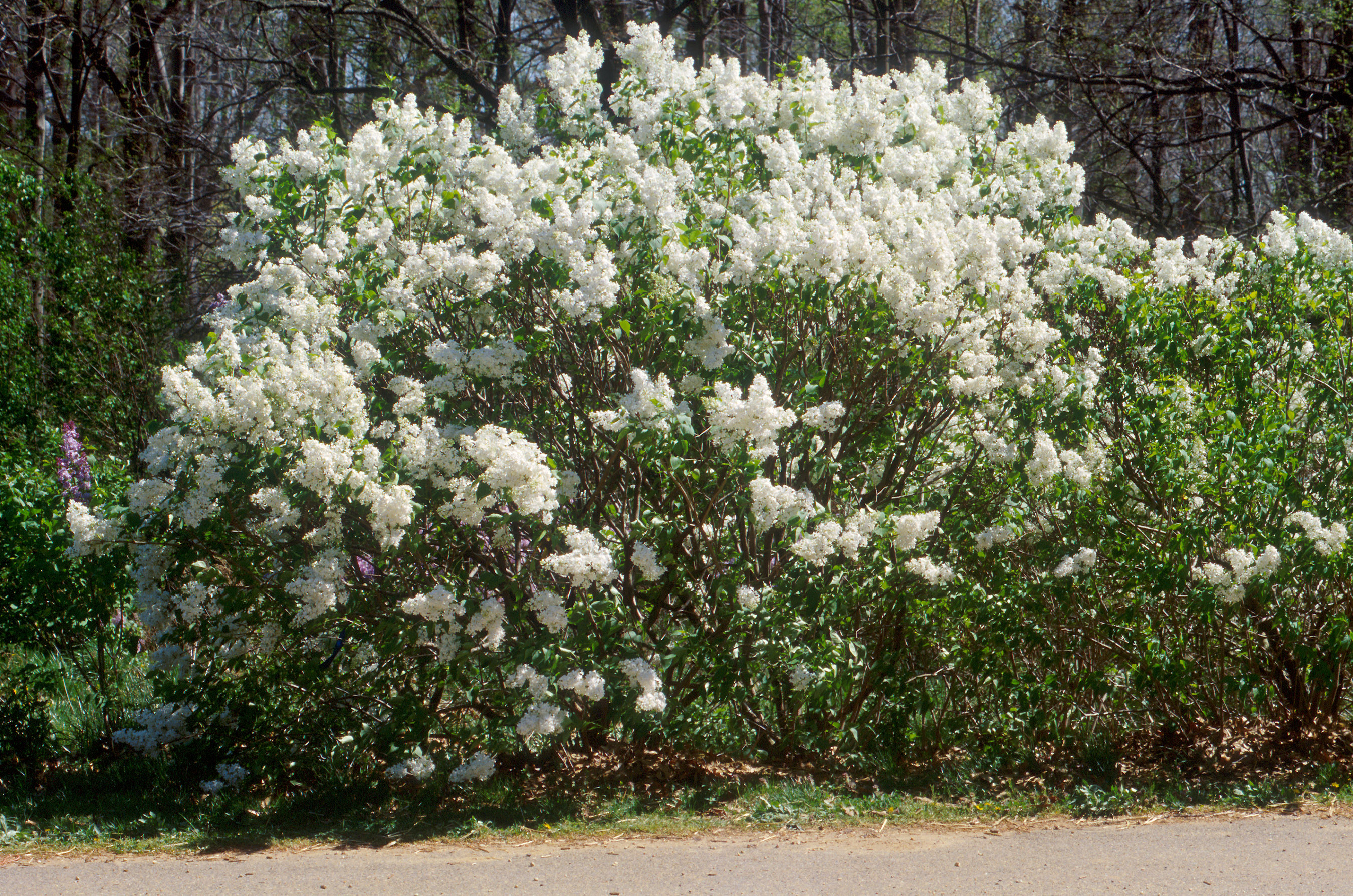
Hoa đinh hương (giống cây trồng hoa trắng)

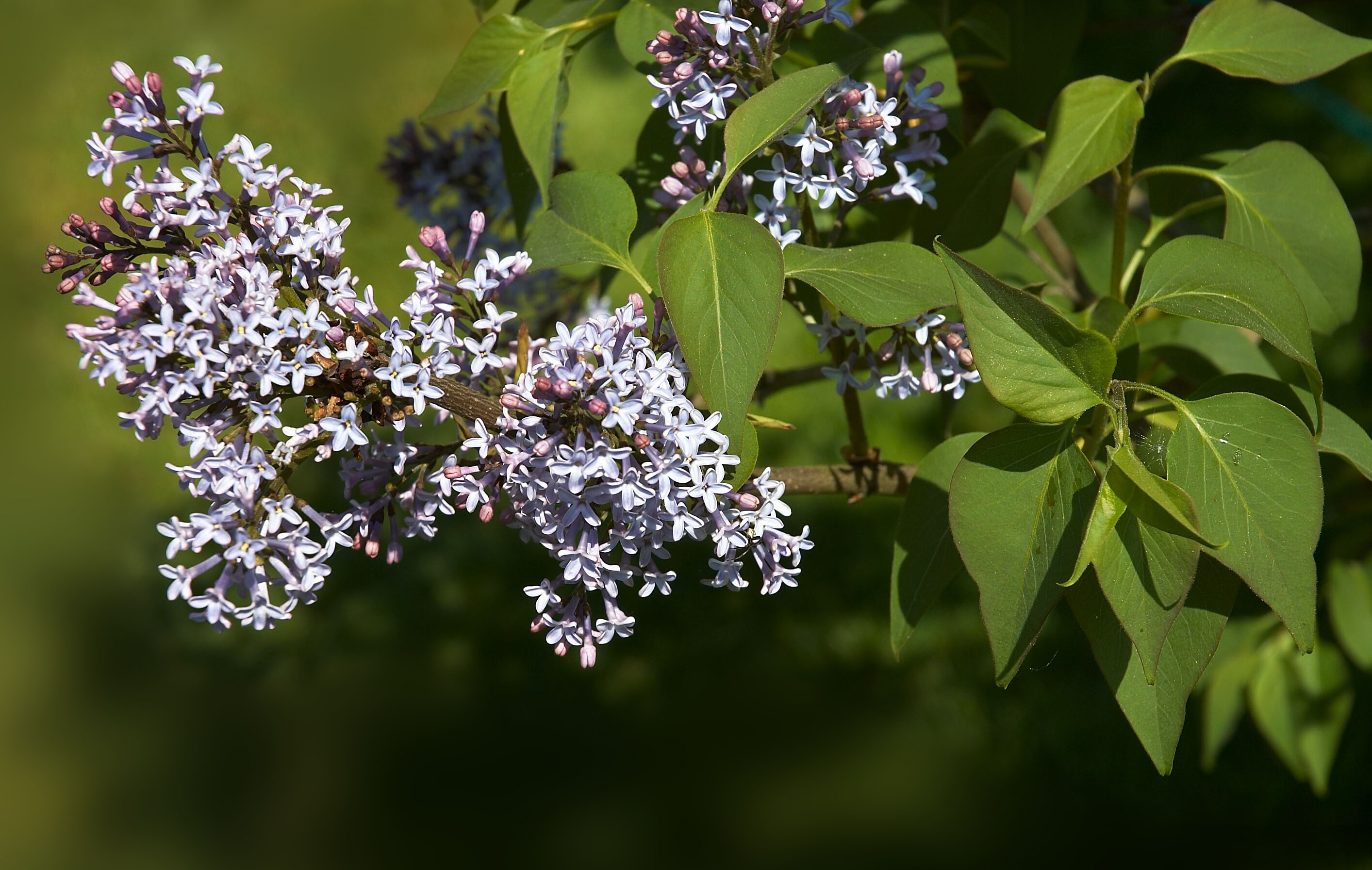
Syringa komarowii subsp. reflexa

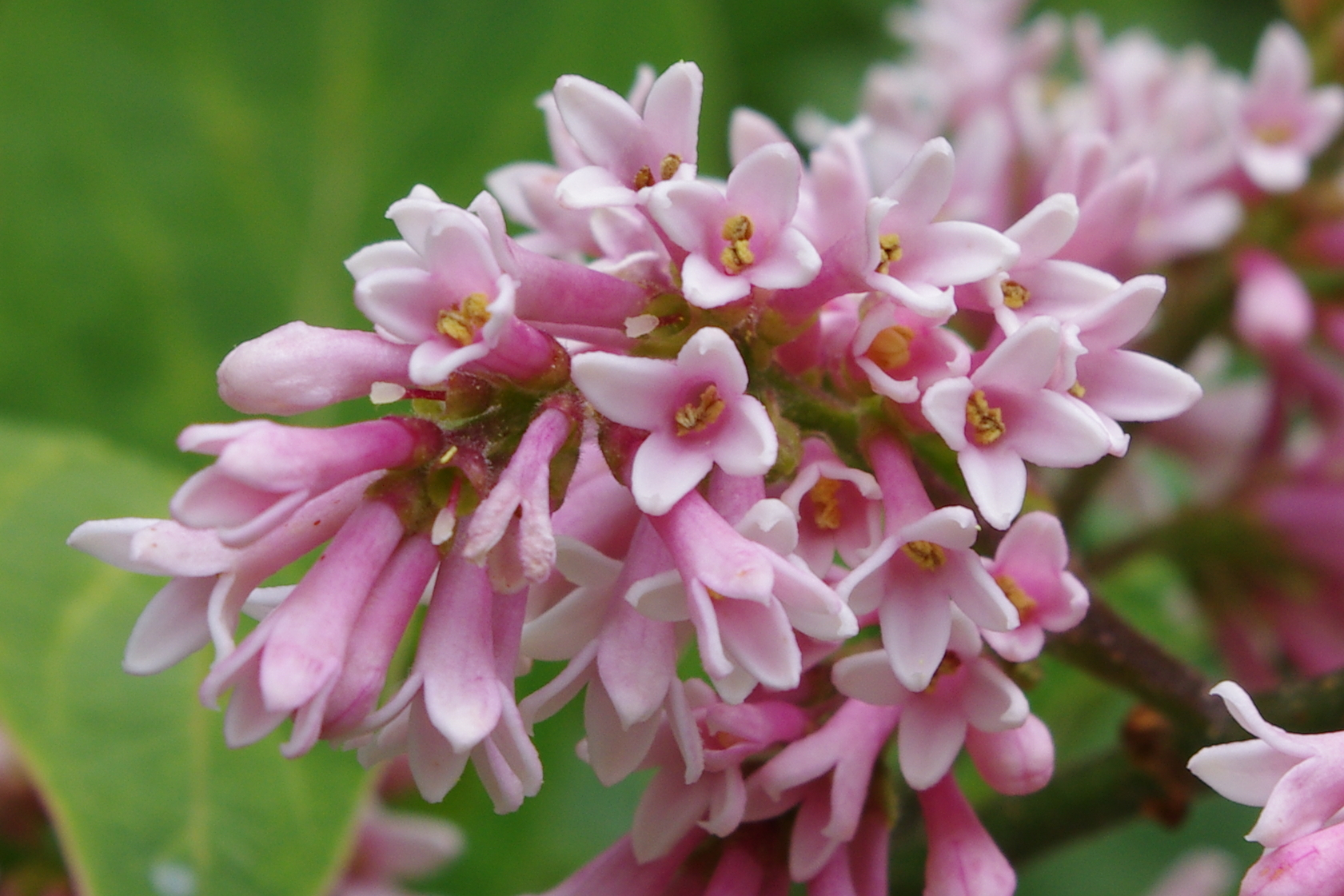
Syringa tomentella

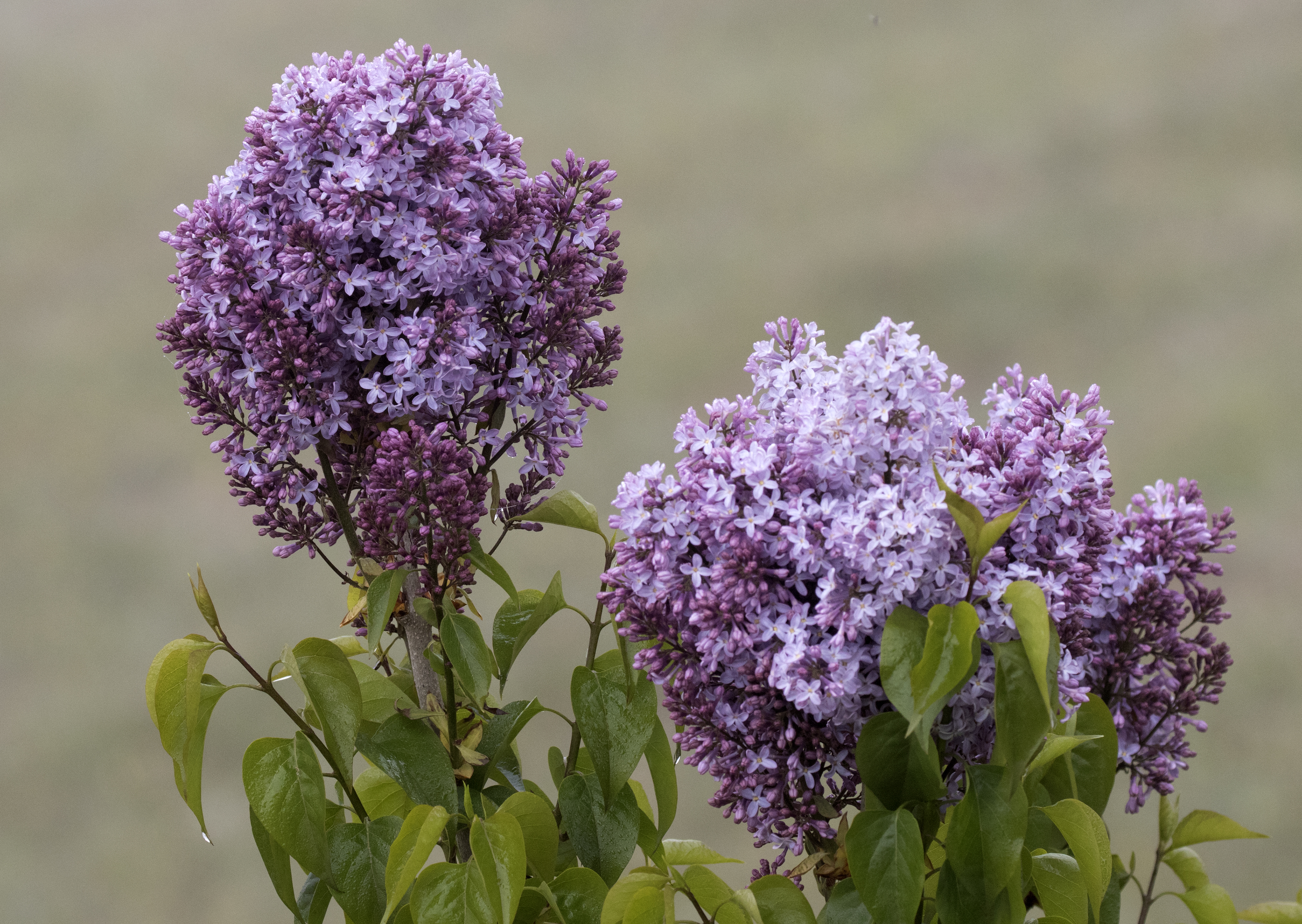
Syringa sp

Các loài cây trong chi này là các loại cây bụi phổ biến trong các công viên và vườn hoa tại khu vực ôn đới. Ngoài các loài nêu trên còn có một số giống lai ghép và hàng loạt các giống trồng khác cũng đã được con người tạo ra. Thuật ngữ đinh hương Pháp thông thường được dùng để chỉ các giống có hoa kép ngày nay, nhờ các công trình của nhà nhân giống Victor Lemoine. Loài tử đinh hương Syringa vulgaris là hoa biểu trưng của bang New Hampshire.
Các loài cây này ra hoa nhiều trên các cây già và không bị xén tỉa. Nếu bị xén tỉa, chúng sẽ tạo ra nhiều chồi, lá và ít (hay không có) hoa trong 1-5 năm nhằm phục hồi các cành đã bị chặt. Các cây không bị xén tỉa ra hoa ổn định mỗi năm. Mặc dù vậy, một sai lầm phổ biến cho rằng các loài cây này nên xén tỉa hàng năm. Nói chung, chúng phát triển tốt trên các loại đất có tính kiềm nhẹ.
Các loài đinh hương này nói chung dễ bị bệnh mốc sương, nguyên nhân là do lưu thông không khí kém.
Màu tía nhạt nói chung được gọi là 'màu tử đinh hương' theo tên gọi của màu hoa cây này. Hoa đinh hương màu tía (tím) tượng trưng cho tình yêu đầu tiên còn hoa đinh hương trắng tượng trưng cho sự ngây thơ trong trắng.
Gỗ của các loài cây này có mặt mịn, cực cứng và là một trong những loại giỗ nặng nhất tại châu Âu. Lớp dác gỗ thường có màu kem còn lớp gỗ lõi có các màu từ nâu tới tía. Gỗ của chúng nói chung được dùng trong các loại đồ gỗ chạm trổ, chuôi dao hay các nhạc cụ v.v.

### Từ nguyên học
Tên gọi của chi là Syringa có nguồn gốc từ syrinx có nghĩa là ống có lỗ hổng, và dùng để nói tới trạng thái lỗ rỗng của thân cây non ở một vài loài.

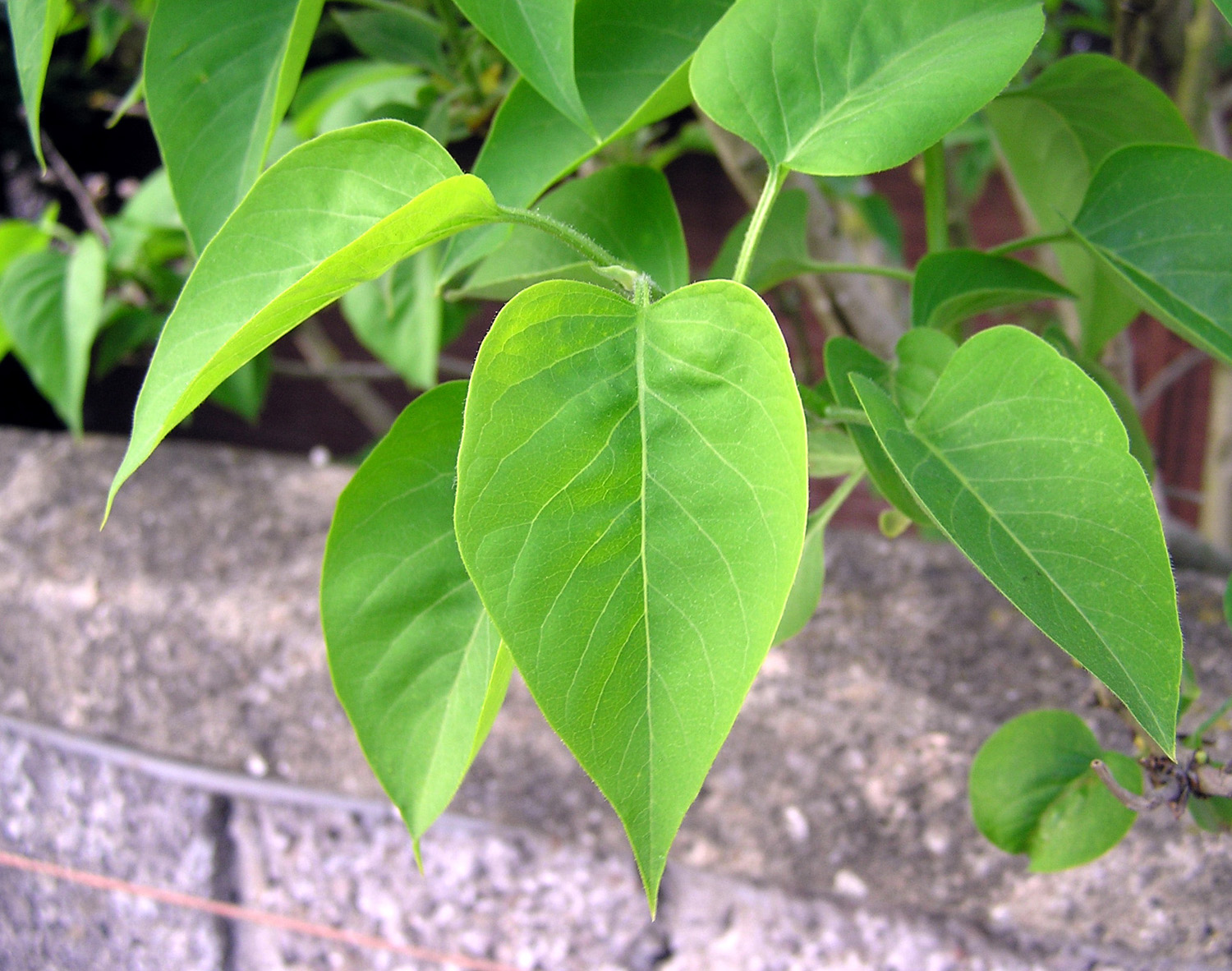
Lá đinh hương
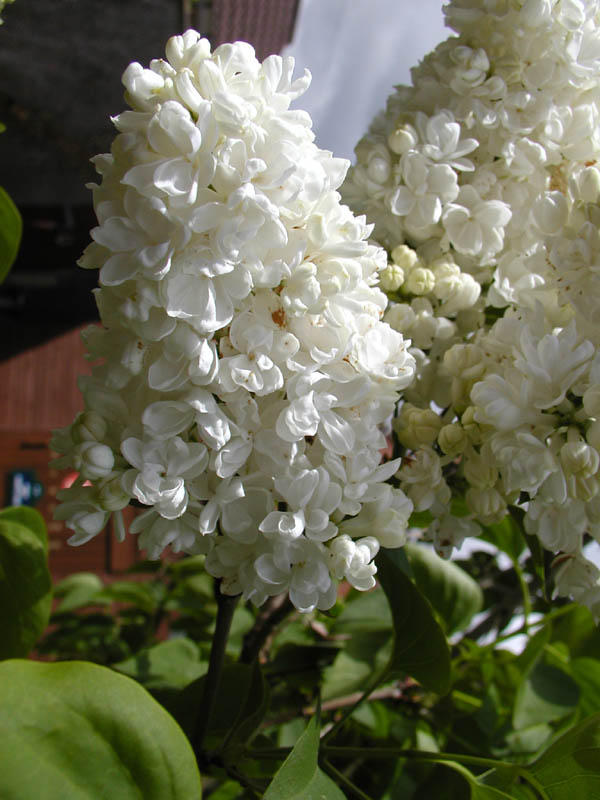
Hoa của một giống hoa kép